# Černý krasavec
Černý krasavec (anglicky Black Beauty) je jedním z dětských románů anglické spisovatelky Anny Sewell. Kniha byla poprvé vydána v roce 1877. Příběh pojednává o odvážném a slušně vychovaném koni jménem Černý krasavec, o jeho životě a osudu. Příběh je zasazen do viktoriánské Anglie, času, kdy koně byli klíčoví, jelikož byli pro lidi hlavním dopravním prostředkem. Z knihy plyne ponaučení, které vybízí čtenáře k laskavosti, soucitu a porozumění.

## Děj
Příběh začíná vzpomínáním na první domov Černého krasavce, který myslí na své mládí a velkou louku, kde žil se svou matkou. S tou se následně musel rozloučit a odejít do Birtwick Parku. V Birtwick Parku se setkává s Neposedou a Zrzkou a také s Johnem, Joem a majiteli Gordonovými. Ovšem kvůli nemoci paní Gordonové se rodina musela přestěhovat a opustit domov, a tak se Krasavec dostává k novým majitelům Wexmirovým. Zde se kvůli špatnému zacházení jednoho dne Černý krasavec zraní. Svá kolena si zraní natolik, že mu pád zanechá na těle jizvy. Kvůli svému poškozenému vzhledu je Černý krasavec přeprodán k dalším majitelům, kde se z něj stane pracovní kůň. Dalším majitelem se stává drožkář Jerry. Jerry s Krasavcem zachází velmi dobře a společně tvoří dobrý tým. Bohužel Jerry trpí vážnou nemocí, a tak se Černý krasavec dostává k dalšímu novému majiteli. Tomu ale nepostačuje Krasavcova výkonnost, a tak ho přeprodá dál. Dostává se k novému pánu, který vlastní sadu drožek s mizernou skupinou drožkářů. Krasavcův život se stává bídou a přeje si, aby zemřel. Jeho přání se mu téměř vyplní při dalším těžkém pádu. Jelikož je Černý krasavec drožkářům k ničemu, přeprodají ho staršímu muži, který mu chce najít nový domov, kde by mohl Krasavec strávit zbytek svého života. V novém domově se Černý krasavec potkává s ošetřovatelem Joem, který o něj pečoval, když byl ještě hříbě. Krasavec tak zbytek svého života stráví na šťastném místě.

## Hlavní postavy
Černý krasavec je vypravěčem celého příběhu. Je krásný, silný a chytrý. Dobrému chování se učí již od narození od své matky a těmito způsoby žije do konce svého života.
Zrzka je krásný kůň kaštanové barvy, se kterým se Černý krasavec setkává v Birtwick Parku. Je pravým opakem Černého krasavce, ale časem se začnou mít rádi.
Neposeda je šedý a vždy veselý poník. S Černým krasavcem se seznámí v Birtwick Parku a stanou se přáteli.
John Manly je laskavý a moudrý trenér a končí v Birtwick Parku. Lásku, kterou k Černému krasavci chová, mu kůň opětuje.
Joe Green je mladý ošetřovatel koní v Birtwick Parku. Péči o koně se učí a občas dělá chyby. Joe má krasavce rád.
Pan Gordon koupil Černého krasavce od pana Greye. Pan Gordon je laskavý člověk, který se o své koně dobře stará. Paní Gordonová je milá paní a její nemoc je důvodem, proč musí Anglii opustit.
Lord Wexmire je dobrý člověk, kterému velkostatkář Gordon prodá Černého krasavce, protože věří, že se o něj dokáže dobře postarat.
Lady Wexmire je ženou Lorda Wexmira. Lady se nezajímá o blahobyt koní, ale jediné, na čem jí záleží je styl.
Jeremiah Baker (Jerry) je drožkářem v Londýně. Jerry má velmi dobrou povahu, Krasavce má rád a záleží mu na něm.

## Přijetí knihy
Román, se již v době vydání setkal s velkým úspěchem a už v té době byl označován za jeden z nejlepších příběhů o zvířatech. Lidé oceňovali také to, že příběh koně je vyprávěn z pohledu koně. Za jeden z dalších důvodů, proč se kniha stala tak úspěšnou, je považováno to, že je příběh sepsán jako Bildungsroman. Bildungsroman znamená, že čtenář má možnost pozorovat celoživotní rozvoj hrdiny.
V anglicky mluvícím světě je dílo kanonickou součástí dětské literatury. Adrienne E. Gavinová uvedla, že pro mnoho začínajících čtenářů, zejména dívek, bylo setkání s knihou klíčovou zkušeností v jejich vztahu k uměleckým textům – a to i přesto, že původně byla kniha určena spíše chlapcům a mužům z nižších tříd. Ke knize se váže množství zkrácených verzí, dramat, her, filmových a televizních adaptací a hraček; Černý krasavec je často využíván v reklamě, a to i při propagaci produktů, se kterými souvisí jen volně. V roce 1977 ukázal rozsáhlý průzkum, že jde o oblíbenou knihu britských desetiletých dětí, a v roce 1995 byly celkové prodeje publikace odhadnuty na 40 milionů výtisků (přičemž celkové prodeje všech Dickensových děl byly v této době odhadovány na 50 milionů výtisků).

## Filmové zpracování
Kniha se dočkala v roce 1994 svého filmového zpracování. Režie se ujala Caroline Thompson. Stejně jako kniha se i film setkat s příjemnými ohlasy a je označován za nejneuvěřitelnější zvířecí příběh všech dob.